# Villalba del Alcor
Villalba del Alcor es un municipio español de la provincia de Huelva, Andalucía. El municipio cuenta con una población de 3302 habitantes (INE 2024). Su extensión superficial es de 62,5 km² y tiene una densidad de 52,45 hab/km². Se encuentra situada a una altitud de 153 metros y a 50 kilómetros de la capital de provincia, Huelva. Basa su economía en la agricultura y en la restauración. Cuenta con una cooperativa vinícola y varios sitios para degustar la gastronomía local. Tiene varios edificios del siglo XIX, una iglesia-castillo cuyo origen se remonta al siglo XI y un convento de las carmelitas del XVII. Sus fiestas más conocidas son las Cruces de Mayo, la festividad de Santa Águeda (patrona de la localidad) y la fiesta de la Virgen del Carmen, que se celebra durante el último fin de semana de agosto y el primero del mes de septiembre.

## Geografía

### Ubicación
| Noroeste: La Palma del Condado     | Norte: Paterna del Campo       | Noreste: Manzanilla |
| Oeste: La Palma del Condado        |                                | Este: Manzanilla    |
| Suroeste Bollullos Par del Condado | Sur: Bollullos Par del Condado | Sureste: Hinojos    |

## Historia
Hasta la colonización romana no hay una prueba fehaciente que confirme la existencia de este asentamiento en una zona conocida como El Giraldo. Durante la época islámica la proximidad de los Reinos de Niebla y Sevilla hacen de Villalba una zona fronteriza y peligrosa. Por esto, a comienzos del siglo XII, en época almohade, se construyó un castillo en la ladera de la sierra, conocido como el Castillo de Ostilia. En 1248 Fernando III conquista Sevilla y el Aljarafe; Villalba y su castillo quedan en zona fronteriza hasta que en 1262 se derrumba el Reino de Niebla. Conquistada Niebla el poder islámico se diluye, pero las tierras villalberas con su castillo quedan deshabitadas. A partir de 1327 comienza un proceso rápido de repoblación. 
En 1588 se funda un convento de frailes carmelitas y en 1618 se funda otro de monjas carmelitas calzadas. Estas fundaciones demuestran el empuje socioeconómico de este pueblo. Tras el siglo XVII se levanta entre la calle misericordia y la calle Carmen un hospital para enfermos del tifus. Esto hace que sea uno de los pueblos prominentes en la zona del condado.
Entre los hallazgos Arqueológicos destacados encontrados en Villalba, cabe mencionar el de un Busto de Agripina la Menor, hallado en El Cumbrillar, actualmente expuesto en el Museo provincial de Huelva, junto a los restos óseos hallados en el año 2011, perteneciente al periodo Medieval Islámico. Por lo que fue catalogado como restos de una Necrópolis Islámica, asociada a una Alquería.
Pueblo conocido por la imaginería, los vinos y la pintura, de él han nacido algunos artistas como Carmelo del Toro, nacido en 1972, ceramista. Forman parte del elenco de personalidades villalberas, el pintor y escritor Francisco García Garrido, nacido en 1990, más conocido en el mundo artístico como Pármulo, uno de los representantes del minimalismo en España. El 23 de agosto de 2012 inauguró el museo o centro de interpretación de Villalba del Alcor. Luis D. Rojas, nacido en 1948, también es hijo de nuestro pueblo y es conocido por su interés por la interpretación, la escultura y la pintura.

## Demografía
Villalba del Alcor cuenta con una población de 3302 habitantes (INE 2024).
| Gráfica de evolución demográfica de Villalba del Alcor entre 1842 y 2021                                            |
| |
| Población de derecho según los censos de población del INE Población de hecho según los censos de población del INE |

| 3618                      | 3587 | 3589 | 3604 | 3520 | 3439 | 3445 | 3527 | 3465 | 3244 | 3352 | 3308 | 3366 | 3316 |
| (Fuente: INE [Consultar]) |      |      |      |      |      |      |      |      |      |      |      |      |      |

## Política
Partido político gobernante durante los últimos años.
| Inicio | Partido                                                                                     |
| ------ | ------------------------------------------------------------------------------------------- |
| 1936   | Partido Republicano Radical                                                                 |
| 1939   | Franquismo                                                                                  |
| 1979   | Partido Comunista de España                                                                 |
| 1987   | Partido Socialista Obrero Español                                                           |
| 1995   | Grupo Independiente Villalbero                                                              |
| 1999   | Partido Socialista Obrero Español                                                           |
| 2003   | Partido Socialista Obrero Español                                                           |
| 2007   | Partido Socialista Obrero Español                                                           |
| 2011   | Partido Socialista Obrero Español Partido Andalucista                                       |
| 2015   | Partido Socialista Obrero Español Grupo Independiente Villalbero Foro Ciudadano de Villalba |
| 2019   | Partido Popular Foro Cívico de Villalba                                                     |
| 2023   | Partido Popular                                                                             |

## Monumentos
- Castillo-Iglesia de San Bartolomé (B.I.C. 03/06/1931)
- Convento de San Juan Bautista, compuesto por una residencia de clausura Carmelita y una iglesia barroca en la cual se hace culto a la Virgen del Carmen.
- Ermita de Santa Águeda.
- Capilla de la Santísima Trinidad.
- Capilla de Ntra. Sra. de las Reliquias.[4]
- Capilla de la Santa Cruz de la calle Real.[5]
- Capilla de la Santa Cruz de la calle Paterna.[6]
- Capilla de la Santa Cruz de la calle del Cerrillo y Santa Elena Emperatriz.[7]
- Molino en la calle La Fuente.[8]

## Deportes
- Carrera Popular Virgen del Carmen, que se celebra a finales de agosto, principio de septiembre coincidiendo con los festejos de la Virgen del Carmen.